# Austroniscus norbi
Austroniscus norbi là một loài chân đều trong họ Nannoniscidae. Loài này được Svavarsson miêu tả khoa học năm 1982.